# Кристиан Анри Годфроа
Кристиан Анри Годфроа е френски писател, чийто книги са съсредоточени върху темата за личностното развитие и самоусъвършенстването.

## Биография
Роден е на 25 октомври 1948 година в Париж, в семейство на потомствен механик. От баща си научава, че всичко на този свят може да се поправи и че за всеки проблем може да се намери решение. Не се проявява като блестящ ученик по предметите, за които трябва да се зубри, но нерядко се случва да бъде ненадминат по френски и математика. Отрано се интересува от методите за личностно развитие като средство да преодолее стеснителността и чувството си за неудовлетвореност и да реализира своето убеждение, че животът крие много възможности за постигане на щастие, богатство и успех. Спечелва стипендия и започва да учи икономика, но я изоставя, за да се посвети на виртуалния маркетинг. Основава собствена фирма, но тя фалира и поглъща всичките му средства. В същото време той се жени, става баща на първородния си син Кирил, но само след четири години се развежда. Започва нова кариера и създава дружество заедно с двама свой приятели за усъвършенстване на ораторските способности, личностното развитие и менталната динамика.
По-късно основава издателска къща „Годфроа“, която бързо се разраства и става френски лидер в развитието на личността. Основател е на „CORESPRIT“, годишно събиране на мотивираните да се самоусъвършенстват личности. Това е събитие, което обединява повече от 80 лектори и подбудители по темата за тялото и ума. Не след дълго продава издателската къща и се установява в Швейцария, където живее с новата си жена Емилия и двете си деца, Джесика и Александър. Посвещава се изцяло на писането на книги. Създател е и администратор на виртуалния сайт „Клуб Позитив“ и публикува книги в областта на личностното развитие и маркетинга. Любимите му занимания са четенето, уиндсърфингът, информационните технологии и занаятите.
Кристиан Андри Годфроа умира на 17 ноември 2012 година в Маями от сърдечен удар.

## Творчество
Авторът е доста продуктивен и основните му произведения са публикувани на много езици, включително на японски и китайски.
Ето и част от тях:
- „Ментална динамика“
- „Паспорт към независимостта“
- „Магически истории“
- „Как да говорим пред публика“
- „Как да развием невероятна памет“
- „Как да си помогнем чрез самовнушение“
- „Енциклопедия на мощните позитивни самовнушения“
- „Нови открития за това как да победим болката сами“ и т.н.